# Río Juchitán
Baño de Tehuantepec o Baño en el Río o Río Juchitán es un mural de Diego Rivera, el último realizado en vida, manufacturado con mosaico estilo veneciano. Se exhibe desde 2010 en el vestíbulo del Museo Soumaya. Tiene una superficie trabajada de 26,87 metros cuadrados, y es el único de Rivera que presenta imágenes en anverso y reverso con una secuencia narrativa.
Fue hecho por Rivera en cuatro paneles transportables para el jardín de la casa del cineasta Santiago Reachi en Cuernavaca entre 1953 y 1956. Para la elaboración de esta pieza, el autor eligió como proveedor a la empresa Compañía de Mosaicos Romic, en lugar de Mosaicos Venecianos de México, que habían trabajado para otros artistas como Carlos Mérida. Cuando la casa de Reachi fue vendida a Manuel Suárez y Suárez, el mural fue transportado al Hotel de México. Tras permanecer embodegada, fue exhibida en 2007 en el Centro Cultural Muros de la capital de Morelos, el Museo Papalote Cuernavaca y finalmente en el Museo Soumaya Plaza Carso, en donde permanece desde 2011.

## Descripción
La zona del Istmo de Tehuantepec fue una zona que fascinó a Rivera. En esta obra plasmó una escena inspirada en dichos paisajes. En uno de los lados, un padre ayuda a su hijo a cruzar el río, seguido de una mujer con el torso desnudo que lava su cabello con una jícara. Debajo suyo hay un niño con gorra. La escena sigue con una madre bañando a su hijo, otra mujer lavando la ropa y un niño nadando. Al costado derecho, entre vegetación y mariposas, otra mujer recostada contempla la escena.
En el otro lado, la misma escena se muestra realizada. El niño y su padre ya cruzaron el río, y se muestra otra perspectiva de la misma escena.